# 斐濟華人
現代的斐濟的人口有大約95％為土著或祖先來自印度的移民後裔，華人的佔比非常小但甚具影響力。在2000年代初，華人人口大約為6000人，是整體人口的0.5%。他們當中80％的母語為粵語，16％為上海話。除此之外，斐濟亦有不少擁有部分華裔血統的人。他們是華人與本地人通婚姻的結果。

## 歷史
斐濟華人的歷史可以追溯到1855年，第一個華人Moy Ba Ling（又名Houng Lee）從澳大利亞乘帆船到莱武卡定居。